# Kniha džunglí (film, 1967)
Kniha džunglí (v anglickém originále The Jungle Book) je americký animovaný film z roku 1967. Jedná se v pořadí o 19. celovečerní animovaný film, zařazovaný do takzvané „animované klasiky Walta Disneye“. Film je inspirován příběhy z Kiplingových Knih džunglí. Na film pak navazuje film Kniha džunglí 2 z roku 2003.

## Obsazení
| Postavy         | Anglický dabing                                         | Český dabing (1975)                                          | Český dabing (1994)            |
| --------------- | ------------------------------------------------------- | ------------------------------------------------------------ | ------------------------------ |
| Mauglí          | Bruce Reitherman                                        | Zdeněk Lauschmann                                            | Vít Ondračka                   |
| Balú            | Phil Harris                                             | Soběslav Sejk                                                | Radan Rusev                    |
| Bagíra          | Sebastian Cabot                                         | Otakar Brousek                                               | Jiří Zahajský                  |
| Král Louie      | Louis Prima                                             | Jiří Jelínek                                                 | Jiří Jelínek                   |
| Shere Khan      | George Sanders Bill Lee (zpěv)                          | Jiří Holý                                                    | Pavel Rímský                   |
| Kaa             | Sterling Holloway                                       | Josef Zíma                                                   | Jiří Novotný                   |
| Plukovník Hathi | J. Pat O'Malley                                         | Oldřich Musil                                                | Karel Richter                  |
| Winifred        | Verna Felton                                            | Eva Šenková                                                  | Miriam Kantorková              |
| Slůně           | Clint Howard                                            | Luboš Bíža                                                   | Jan Poledník                   |
| Supy            | J. Pat O'Malley Lord Tim Hudson Digby Wolfe Chad Stuart | Stanislav Fišer Miroslav Moravec Jiří Novotný Zdeněk Jelínek | Stanislav Fišer Dalimil Klapka |
| Akela           | John Abbott                                             | Karel Houska                                                 | Pavel Pípal                    |
| Rama            | Ben Wright                                              | Zdeněk Jelínek                                               | Vladimír Kudla                 |
| Děvče           | Darleen Carr                                            | Lilka Ročáková                                               | Jana Mařasová                  |
| Slony (zpěv)    | Ralph Wright Hal Smith                                  | Sbor Lubomíra Pánka                                          | Sbor Lubomíra Pánka            |
| Opice (zpěv)    | The Mellomen                                            | Sbor Lubomíra Pánka                                          | Sbor Lubomíra Pánka            |
| Titulky         |                                                         | Jan Schánilec                                                | Richard Honzovič               |